# Імперська партія
«Тейкокуто» (яп. 帝国党) або «Імперська партія» —  японська політична партія що діяла в Японській імперії з 1899 по 1905 рік. 

## Історія
Японська політична партія «Імперська партія» було засновано 5 липня 1899 року як наступницю «Kokumin Kyōkai».  Спочатку вона мала 21 місце в парламенті Японської імперії та підтримувала японський уряд й армію, закликаючи до збільшення військових витрат. На виборах в Японській імперії які пройшли 1902 року, «Імперська партія» отримала 17 місць в японському парламенті,  також ця партія зуміла зберігши всі 17 місць на наступних виборах які пройшли в 1903 році та здобула 19 місць на виборах 1904 року.
У грудні 1905 року «Імперська партія» об'єднався з «Клубом Кошин» і «Ліберальною партією», щоб сформувати «Клуб однодумців».